# Gran Premio Albert Fauville-Baulet
El Gran Premio Albert Fauville-Baulet (oficialmente: Grand Prix Albert Fauville-Baulet) es una carrera ciclista profesional belga de un día  que se disputa anualmente a principios del mes de julio en la ciudad de Wanfercée-Baulet en la provincia de Henao. El nombre de la prueba rinde tributo a Albert Fauville, quien participó en la organización del Circuito de Valonia durante más de 30 años.
La primera edición se disputó en el año 2016 bajo el nombre de Mémorial Albert Fauville y fue ganada por el ciclista belga Dimitri Peyskens. En 2017 el nombre de la prueba cambió a Grand Prix Albert Fauville-Baulet y desde el año 2018, la carrera hace parte del UCI Europe Tour como carrera de categoría 1.2.

## Palmarés
| Año                               | Ganador          | Segundo            | Tercero          |
| --------------------------------- | ---------------- | ------------------ | ---------------- |
| Mémorial Albert Fauville          |                  |                    |                  |
| 2016                              | Dimitri Peyskens | Ludovic Robeet     | Yves Coolen      |
| 2017                              | Benjamin Verraes | Jens Moens         | Jasper Paridaens |
| Grand Prix Albert Fauville-Baulet |                  |                    |                  |
| 2018                              | Aksel Nõmmela    | Mathijs Paasschens | Glenn Debruyne   |

## Palmarés por países
| País    | Victorias |
| Bélgica | 2         |
| Estonia | 1         |